# Rhizaxinella elongata
Rhizaxinella elongata är en svampdjursart som först beskrevs av Ridley och Arthur Dendy 1886.  Rhizaxinella elongata ingår i släktet Rhizaxinella och familjen Suberitidae. Inga underarter finns listade i Catalogue of Life.